# Jose Panganiban
Jose Panganiban ist eine philippinische Stadtgemeinde in der Provinz Camarines Norte. Sie hat 59.639 Einwohner (Zensus 1. August 2015).
Die Ortschaft war früher unter dem Namen „Mambulao“ bekannt, dessen Bezeichnung sich von dem Wort Mambulawan ableitet, was so viel heißt, wie in Gold.

## Baranggays
Jose Panganiban ist politisch in 27 Baranggays unterteilt.
| - Bagong Bayan - Calero - Dahican - Dayhagan - Larap - Luklukan Norte - Luklukan Sur - Motherlode - Nakalaya - Osmeña - Pag-Asa - Parang - Plaridel - North Poblacion | - South Poblacion - Salvacion - San Isidro - San Jose - San Martin - San Pedro - San Rafael - Santa Cruz - Santa Elena - Santa Milagrosa - Santa Rosa Norte - Santa Rosa Sur - Tamisan |